# Huijbergen

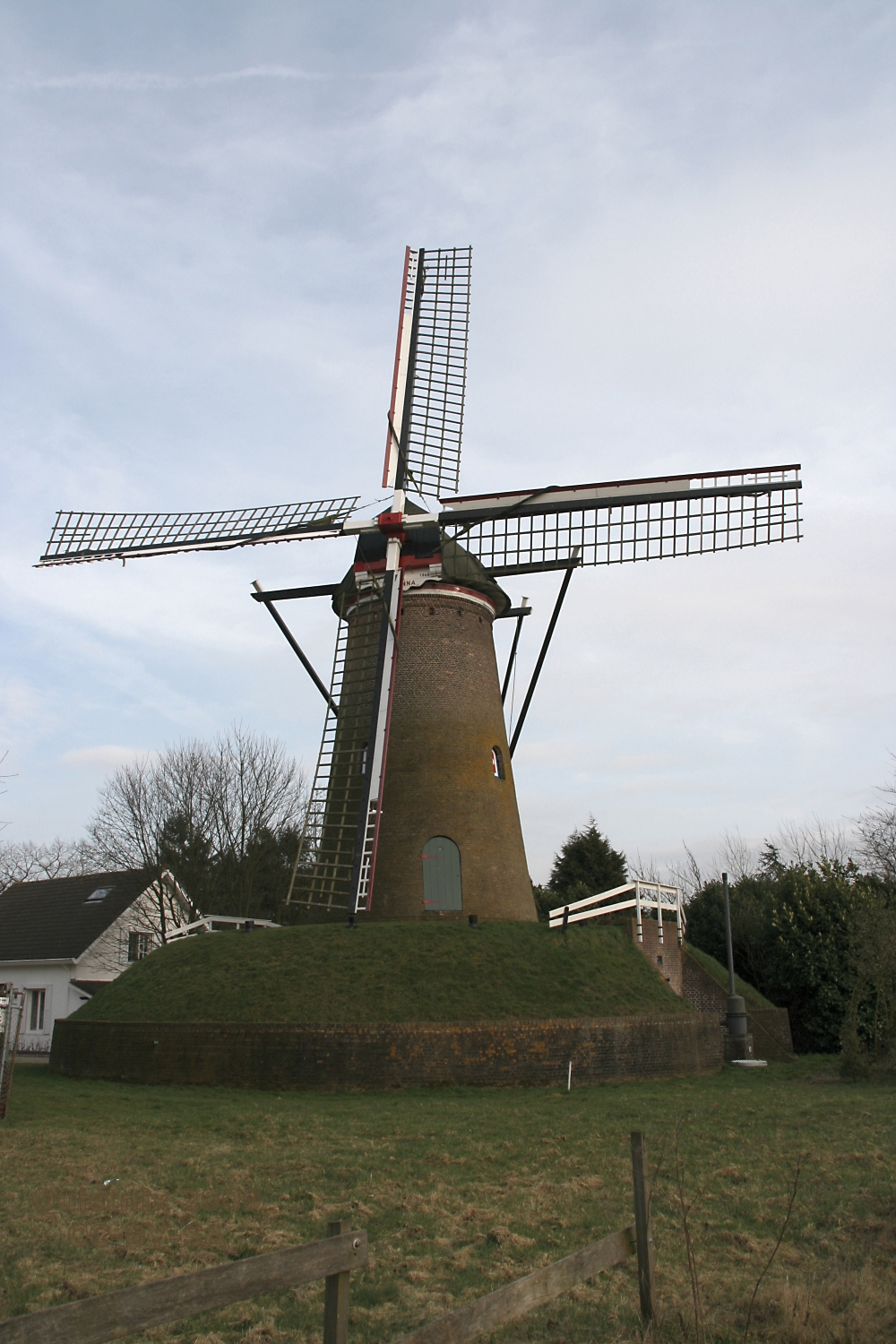
Molen Johanna

Huijbergen is een dorp in de gemeente Woensdrecht (provincie Noord-Brabant, Nederland). Het dorp telde op 1 januari 2023 ongeveer 2.065 inwoners.
Huijbergen ligt 10 kilometer ten zuidoosten van Bergen op Zoom, 18 kilometer ten zuidwesten van Roosendaal en 25 kilometer ten noorden van Antwerpen. Het ligt tussen Hoogerheide en Essen.
Tot eind 1996 was Huijbergen een zelfstandige gemeente. In het kader van grote herindelingen in Noord-Brabant werd het bij de gemeente Woensdrecht gevoegd. De gemeente Huijbergen had een oppervlakte van 10,64 km². In de 19e eeuw was de gemeente overigens groter en hoorde het naburige Hoogerheide bij Huijbergen. Niet voor lang overigens want dit dorp ging (naar men zegt vanwege cultuurverschillen) spoedig over naar de gemeente Woensdrecht.
In de voormalige gemeente ligt het dorp Huijbergen en de buurtschappen Eiland, Vossenhol en Overberg.

## Toponymie
De naam Huijbergen werd voor het eerst in 1263 schriftelijk vermeld. Deze naam is mogelijk afgeleid van de woorden hoi (Germaans voor waterig gebied, vergelijk: hooi) en bergen (wat duidt op een heuvelachtig gebied). In dialect wordt het uitgesproken als: Uibaarge. Tijdens de carnavalsperiode wordt het dorp genoemd als: 't Sanegat.

## Geschiedenis
Hier woonden vanouds veehouders, doch in de omringende wildernis huisden bandieten. Deze hielden zich onder meer bezig met tolheffing van schepen op de Schelde. De toenmalige eigenaar van het gebied, de heer van Breda, Hendrik V van Schoten, wilde daar paal en perk aan stellen en gaf het gebied in 1263 in leen aan ene Willem Heusche Bollaert, die tot opgave kreeg om het gebied verder te ontginnen. Tegelijkertijd werden de inwoners, die tot dan toe horigen van de Heer van Breda waren, verheven tot vrije burgers. In 1277 werd het gebied door Isabella van Schoten, erfgename van Hendrik, toebedeeld aan de Wilhelmieten van het klooster Baseldonk uit 's-Hertogenbosch.
De Wilhelmieten hadden door de eeuwen heen veel grensgeschillen met de Abdij van Tongerlo die de aangrenzende gebieden van Essen en Kalmthout in bezit had. De grens tussen Tongerlo en het markiezaat Bergen op Zoom bleek dwars door Huijbergen te lopen. Het Wilhelmietenklooster lag, met uitzondering van de kapel, geheel op Tongerloos gebied (heerlijkheid Essen-Kalmthout-Huijbergen). Pas bij de vorming van de provincies Antwerpen en Noord-Brabant in 1813, toen het Soeverein Vorstendom der Verenigde Nederlanden werd opgericht, is de grens vastgelegd. Alle door de Wilhelmieten ontgonnen gronden zijn bij Noord-Brabant gevoegd. Hierdoor heeft de grens bij Huijbergen een wat grillig verloop, als het ware in een boog om het dorp heen. Bij de afsplitsing van België in 1830 is deze grens de staatsgrens geworden waardoor Huijbergen, anders dan bijvoorbeeld Putte, geheel in Nederland ligt. De RK-parochie bleef na de afscheiding van België bestaan en werd pas in 1859 gesplitst. De korenmolen Johanna in het dorp dankt zijn ontstaan aan deze splitsing en de wens van de pastoor om een molen in zijn parochie te hebben.
Na het vertrek van de laatste Wilhelmiet in 1847 gingen alle rechten naar de kloosterorde Christelijke Broeders van de Onbevlekte Ontvangenis van de Allerheiligste Maagd en Moeder Gods Maria (kortweg: "Broeders van Huijbergen"). Zij begonnen met een weeshuis dat later uitgroeide tot een bekend internaat, genaamd Sainte-Marie, dat heeft bestaan tot 2002.
In 1646 werd de eerste parochiekerk in Huijbergen ingewijd.
Een groot deel van het dorp, waaronder het klooster en de dorpskerk, werd in 1944 verwoest door terugtrekkende Duitsers. De dorpskern bezit dan ook weinig vooroorlogse gebouwen. Van het oude Wilhelmietenklooster rest slechts het poortgebouw, thans Wilhelmietenmuseum. Het klooster werd na de oorlog herbouwd. Het internaat werd in de periode 1970-1980 gefaseerd gesloten. Enkele gebouwen werden gesloopt. De Broeders van Huijbergen hebben een nieuw Moederhuis gekregen aan de Boomstraat. Het oude kloostergebouw is omgevormd in appartementen en de voormalige sportvelden zijn bebouwd met villa's.
Huijbergen geldt als een forensendorp. In 1989 werd het 725-jarig jubileum van Huijbergen gevierd.

## Bezienswaardigheden
- Het voormalige Mariaklooster en Instituut Sainte-Marie, aan de Staartsestraat 2. Slechts het poortgebouw uit 1610 is overgebleven van het oude klooster, dat in 1944 grotendeels werd verwoest. Nieuwbouw van het complex volgde vanaf 1950. Architecten waren J. Hurks, Sadee en De Bruyn. Het internaat werd gesloten in 2002. In het voormalig instituut zijn appartementen gebouwd en op het terrein zijn woningen verrezen.
- De Onze-Lieve-Vrouw-Hemelvaartkerk, aan Canadaplein 1, is een kerkgebouw uit 1952 in basilicastijl, uitgevoerd in de trant van de Delftse School. Architect was W.J. Bunnik.[3] De kerk verving een in 1944 door oorlogsgeweld verwoeste neogotische kerk uit 1916 die op zijn beurt de oorspronkelijke parochiekerk uit 1646 verving.
- Stenen bergmolen Johanna, uit 1862.
- Mariakapelletje aan de Hollandseweg, een zogeheten studentenkapel, gebouwd in enkele dagen tijds door het Brabants Studentengilde tijdens een zomerkamp in 1933. Hersteld in 1979 na schade, opgelopen tijdens de Tweede Wereldoorlog en door vandalisme.
- Theresiakapel, in het Theresiabos van de Broeders van Huijbergen, tezamen met enkele andere kapelletjes.
- Een langgevelboerderij uit 1635, aan Staartestraat 47, met een vrijstaande Vlaamse schuur.

### Museum
- Het Wilhelmietenmuseum, in het poortgebouw van het voormalige Mariaklooster.

## Natuur en landschap
Huijbergen ligt op de Brabantse Wal, een hooggelegen zandgebied dat gekenmerkt wordt door de aanwezigheid van een uitgebreid duinencomplex met overwegend dennenbossen (Grove Den en Zeeden) en plaatselijk zandverstuivingen, heidevelden en vennen. Deze natuurgebieden nemen ruim de helft van de voormalige gemeente in. Het overige deel bestaat uit bebouwing, weilanden en akkers. Twee kilometer ten noorden van het dorp ligt de Wouwse Plantage, een  landgoed met beukenlanen waarin een barokke sterrebosstructuur te ontdekken valt. Direct ten zuiden ligt het Grenspark Kalmthoutse Heide (Nationaal Park) dat doorloopt tot Kalmthout in België. Hier liggen heuvelachtige bossen en heidegebieden als de Staartse Duinen en de Amnelose Duin, maar ook landgoederen als De Vijverhoeve. Vennen zijn te vinden op Landgoed Kortenhoeff en ook liggen hier de Groote en Kleine Meer, zie De Groote Meer voor een beschrijving van deze gebieden, en van het landgoed Kortenhoeff.
Direct ten oosten van de kom ligt een landduinenrij die als een boog (paraboolduin) rondom het dorp loopt. Deze omvat heuvels van 25 tot 34,7 meter hoogte. De Nootjesberg, Bremberg (of Tiesteberg), Heksenberg en Pilberg (of Burgemeestersduin) zijn van verre zichtbaar.
Ten noorden van het dorp ligt waterwingebied Kooiheide.

## Evenementen
- Met carnaval heet Huijbergen ’t Sanegat, afgeleid van de naam van de plaatselijke carnavalsstichting: CS de Sanegeit
- Wielerronde van Huijbergen, in maart
- Braderie en kermis, Huijbergen, 4e weekend augustus
- Huijbergse Paarden Driedaagse, begin oktober[4]

## Sport
- In 2003, 2006, 2009, 2012 en 2019 werden in Huijbergen de Nederlandse kampioenschappen veldrijden verreden.
- In 2015 werd in Huijbergen het eerste Europees kampioenschap veldrijden voor elite mannen verreden.
- Op zondag 21 augustus 2022 liep de route van de derde etappe (van Breda naar Breda) van de Ronde van Spanje 2022 door Huijbergen.[5]

## Verenigingen
- Tafeltennisvereniging ttv Set-Point
- Voetbalvereniging Vivoo
- Tennisvereniging Huijbergen
- Carnavalsstichting 'de Sanegeit'

## Voorzieningen
- Bibliotheek
- Basisschool Ste Marie[6]
- Broederhuis Ste.-Marie

## Infrastructuur

### Verkeer en vervoer
Huijbergen is bereikbaar vanaf de A4 en de Belgische N125.
Openbaar vervoer is er door middel van buslijn 164 van Ossendrecht naar Roosendaal verzorgd door Arriva.

### Oliepijpleiding NAVO
De oliepijpleidingen van het NAVO-project Central Europe Pipeline System (CEPS) gaan bij Huijbergen de Nederlands-Belgische grens over. Het olietransport is voornamelijk voor militair gebruik.

## Trivia
- In 2003 werd in Huijbergen een stukje voor de film De duistere diamant opgenomen.

## Geboren
- Peter van Agtmaal (1982), wielrenner
- Nico van den Heuvel (1907-1985), Tweede Kamerlid voor de Katholieke Volkspartij

## Nabijgelegen kernen
Essen-Hoek, Hoogerheide, Woensdrecht, Wildert, Ossendrecht, Essen, Wouwse Plantage, Kalmthout, Bergen op Zoom